# لوي (مسلسل)
لوي (بالإنجليزية: Louie) مُسلسل كوميديا ودراما أمريكي عُرض على قناة «FX» منذ عام 2010. المُسلسل من إعداد، إخراج، كتابة، وبطولة الكوميدي الأمريكي لوي سي. كي. يُتابع المُسلسل حياة لوي وهو يعيش في مدينة نيويورك مع إبنتاه.
حصل المسلسل على إستحسان النقاد، وحصل لوي على عدة جوائز إيمي برايم تايم لتمثيله، كتابته، وإخراجه للمسلسل، كما فاز بجائزة أفضل كاتب لمسلسل كوميدي في حفل جوائز الإيمي الرابع والستون، والسادس والستون.
في أغسطس، 2015، أعلنت قناة «FX» بأن المسلسل سيتوقف حتى إشعار آخر، حين عودة لوي ليكمل عمله في المسلسل.

## الحلقات

### نظرة عامة
| الموسم | الموسم | عدد الحلقات | تاريخ البثّ الأصلي | تاريخ البثّ الأصلي |
| الموسم | الموسم | عدد الحلقات | أول بثّ            | آخر بثّ            |
| ------ | ------ | ----------- | ----------------- | ----------------- |
|        | 1      | 13          | 29 يونيو 2010     | 7 سبتمبر 2010     |
|        | 2      | 13          | 23 يونيو 2011     | 8 سبتمبر 2011     |
|        | 3      | 13          | 28 يونيو 2012     | 27 سبتمبر 2012    |
|        | 4      | 14          | 5 مايو 2014       | 16 يونيو 2014     |
|        | 5      | 8           | 9 أبريل 2015      | 28 مايو 2015      |

## الإصدار المنزلي
أصدرت شركة فوكس القرن العشرين الترفيهية الموسم الأول من المسلسل على قرص مدمج (DVD، Blu-ray) في المنطقة 1، في 21 يونيو، 2011. صدر الموسم الثاني في 19 يونيو، 2012. أما الموسم الثالث، الرابع، والخامس حصراً على موقع أمازون.
| الموسم              | عدد الحلقات | تاريخ الإصدار  |
| ------------------- | ----------- | -------------- |
| الموسم الأول كاملاً  | 13          | 21 يونيو، 2011 |
| الموسم الثاني كاملاً | 13          | 19 يونيو، 2012 |

## وصلات خارجية
- الموقع الرسمي
- لوي على موقع IMDb (الإنجليزية)
- لوي على موقع ميتاكريتيك (الإنجليزية)
- لوي على موقع الموسوعة البريطانية (الإنجليزية)
- لوي على موقع روتن توميتوز (الإنجليزية)
- لوي على موقع كينوبويسك (الروسية)
- لوي على موقع ألو سيني (الفرنسية)
- لوي على موقع قاعدة بيانات الفيلم (الإنجليزية)